# تثبيط تلامسي
في البيولوجيا الخلوية، يشير تثبيط التلامس إلى ظاهرتين مختلفتين ولكنهما مترابطتان بشكل وثيق: تثبيط تماس الحركة (CIL) وتثبيت الانتشار (CIP).تشير CIL إلى سلوك الاجتناب الذي تظهره الخلايا الشبيهة بالخلايا الليفية عندما تكون على اتصال مع بعضها البعض. في معظم الحالات، عندما تتصل خليتان ببعضهما البعض، يحاولان تغيير حركتهما في اتجاه مختلف لتجنب الاصطدام المستقبلي. عندما يكون الاصطدام أمرا لا مفر منه، تحدث ظاهرة مختلفة حيث يتوقف نمو خلايا معنية بذاتها في نهاية المطاف بطريقة تعتمد على كثافة الخلايا. كلا النوعين من تثبيط التلامس هما خواص مشهورة للخلايا الطبيعية وتساهم في تنظيم نمو الأنسجة، والمفاضلة، والتنمية الصحيحة. الجدير بالذكر بأن كلا النوعين من التنظيم عادة ما يتم إبطاله والتغلب عليه أثناء تكوين الأعضاء وأثناء نمو الجنين والأنسجة والتئام الجروح. ومع ذلك، فإن التثبيط في الاتصال بالحركة والانتشار يكون غائباً بشكل غريب في الخلايا السرطانية، ويساهم غياب هذا التنظيم في حدوث الأورام.

## الآلية
تثبيط التلامس هي آلية تنظيمية تعمل على إبقاء الخلايا تنمو إلى طبقة واحدة من الخلايا السميكة (أحادي الطبقة). إذا كانت الخلية تحتوي على الكثير من مساحة الطبقة السفلية المتاحة، فإنها تتكاثر بسرعة وتتحرك بحرية. وتستمر هذه العملية حتى تحتل الخلايا كامل الطبقة التحتية. عند هذه النقطة، ستتوقف الخلايا العادية عن التكاثر.
عندما تتلامس الخلايا المتحركة في مزارع الاختلاط، فإنها تظهر قابلية تنقُّل حركية ونشاط انقسامي متساو مع مرور الوقت. وقد تبين أن النمو المتسارع يحدث بين مستعمرات متلامسة لعدة أيام، ويحدث تثبيت للنشاط الانقسامي المتساو في وقت لاحق. يتم تقصير هذا التأخير في التلامس بين الخلايا الخلوية وبدء تثبيط الانتشار حيث تصبح مزرعة أكثر تماسكًا. وبالتالي، يمكن الاستنتاج على نحو معقول أن اتصال الخلية بالاخرى هو شرط أساسي لتثبيط التكاثر للانتشار، ولكنه في حد ذاته غير كافٍ لتثبيط الانقسام المتساو. بالإضافة إلى إجراء اتصال مع الخلايا الخلوية، يجب أيضًا أن تضطر الخلايا المثبطة للإتصال لتقليل مساحة الخلايا تحت الضغط الميكانيكي والقيود المفروضة من قبل الخلايا المحيطة. في الواقع، فقد اقترح أن التوتر الميكانيكي يعمل كإشارة مثبطة للانقسام المتساو. علاوة على ذلك، من المهم ملاحظة أن تثبيط النشاط الانقسامي المتساو هو ظاهرة محلية. يحدث بين خلايا قليلة مختارة في مزارع غير متجانسة على الأرجح.

## الدور في السرطان
تظهر الخلايا البشرية غير المتحولة سلوكًا خلويًا طبيعيًا وتتوسط في نموها وانتشارها من خلال التفاعل بين العناصر الغذائية البيئية وعوامل إشارات النمو وكثافة الخلايا. مع زيادة كثافة الخلية لتصبح المزرعة متمادية، فإنها تبدأ عملية إبطال دورة الخلية وتخفيض ممرات انتشار إشارات الميتوجين (هي مادة كيميائية تشجع الخلية لبدء الانقسام الخلوي) بغض النظر عن العوامل الخارجية أو الأيض الخلوي. تُعرف هذه الخاصية باسم تثبيط التكاثر للانتشار وهي ضرورية للتطور الجنيني السليم، وكذلك إصلاح الأنسجة والمفاضلة والتشكيل الحيوي. تفقد الخلايا السرطانية عادة هذه الخاصية، وبالتالي تنقسم وتنمو على بعضها البعض بطريقة غير متحكم فيها حتى عندما تكون على اتصال مع الخلايا المجاورة. هذه النتائج في اجتياح الأنسجة المحيطة بها، ورم خبيث للأعضاء المجاورة، وفي نهاية المطاف تكوٌن الأورام. تظهر خلايا فئران الخلد العارية، وهي نوع لم يلاحظ وجود السرطان فيه أبداً، فرط الحساسية للاحتكاك. هذه النتيجة قد توفر دليلا لمقاومة السرطان. وعلاوة على ذلك، كشفت الدراسات الحديثة كذلك عن بعض آليات تثبيط انتشار التلامس وآثاره المحتملة في علاج السرطان.
علاوة على ذلك، فقد تبين أن تشكيل التصاق الخلايا الخلوية لا يقيد فقط النمو والانتشار بفرض قيود فيزيائية مثل منطقة الخلية، ولكن أيضا من خلال إطلاق مسارات الإشارات التي تخفض انتشار التكاثر. أحد هذه المسارات هو مسار التأشير Hippo-YAP ، المسؤول بشكل كبير عن تثبيط نمو الخلايا في الثدييات. يتكون هذا المسار بشكل أساسي من سلسلة فسفتة تتضمن كينازات سيرين، ويتم بواسطة بروتينات تنظيمية، والتي تنظم نمو الخلايا عن طريق الارتباط بالجينات التي تتحكم في النمو. ينشط كيناز الهريونين (ثي- أسترينين Hippo (Mst1 / Mst2 في الثدييات) كيناز ثانوي (Lats1 / Lats2)، والذي يفسر YAP ، وهو منشط جينات النمو النسخي. تعمل فسفتة YAP على تصديرها من النواة وتمنعها من تنشيط الجينات التي تعزز النمو. هذه هي الطريقة التي يمنع بها مسار Hippo-YAP نمو الخلايا. الأهم من ذلك، يستخدم مسار Hippo-YAP عناصر تقدمية لتنفيذ الاستجابة واتصال الخلايا الخلوية والتحكم في تثبيط الانتشار المعتمد على الكثافة. على سبيل المثال، كادهيرينات هي بروتينات عبر الغشاء التي تشكل التقاطعات الخلوية من خلال ربط المتطابقات ، وبالتالي تعمل كأداة كشف لاتصال الخلايا الخلوية. ينطوي تنشيط المسار المثبط بواسطة الكاثرين على عملية التبادل E-cadherin (هو اختبار يمكن أن يستخدمه الطبيب الشرعي للمساعدة في تحديد ما إذا كان الورم مجرى ا أو مفصصًا) التي تشكل رابطة متطابقة من أجل تنشيط كاتنين (بروتينات سكرية حشوية يتواجد في صورة مركبة مع الكادهيرين) الالفا والبيتا، والتي بدورها تحفز مكونات مجرى التيار في مسار Hippo-YAP من أجل تقليل نمو الخلية في النهاية. ويتسق هذا مع النتيجة التي مفادها أن غشاء E-cadherin تعيق الاورام الخبيثة والتورم.. بما أن YAP يظهر أنه مرتبط بتأثير عامل النمو الميتوجين وبالتالي انتشار الخلايا، فمن المرجح أن الدراسات المستقبلية سوف تركز على دور مسار Hippo-YAP في الخلايا السرطانية.
ومع ذلك، من المهم ملاحظة أن الخلايا المثبطة للإتصال تخضع لعملية توقف دورة الخلية، ولكنها لا تتعرض للشيخوخة. في الواقع، لقد تم إثبات أن الخلايا المثبطة للإتصال تستأنف الانتشار الطبيعي وإشارات الميتوجين عند إعادة الاستزراع في مزرعة أقل تجمدًا. وبالتالي، يمكن النظر إلى تثبيط التكاثر للانتشار على أنه شكل قابل للانعكاس من خلال توقف دورة الخلية. علاوة على ذلك، للانتقال من توقف دورة الخلية إلى الشيخوخة، يجب على الخلايا المثبطة للإتصال تنشيط مسارات تنشيط النمو مثل mTOR. بمجرد أن تصبح الخلايا في مزارع عالية الكثافة متكدسة بدرجة كافية بحيث تتساقط منطقة الخلية دون قيمة حرجة،  تشكّل التصاق المسارات تساهم في تقليل إشارات الميتوجين وتكاثر الخلايا.  وبالتالي يتم تثبيط مسار mTOR المعزز للنمو، وبالتالي فإن الخلايا المثبطة للإتصال لا يمكن أن تنتقل من توقف دورة الخلية إلى الشيخوخة. هذا له آثار حاسمة في علاج السرطان. على الرغم من أن الخلايا السرطانية لا يتم تثبيطها، إلا أن مزارع الخلايا السرطانية المتلاصقة لا تزال تقمع آلة الشيخوخة. لذلك، قد يكون هذا تفسيرًا معقولًا لعدم فعالية عقاقير علاج السرطان التي تسبب الشيخوخة.

## حركية الخلية
في معظم الحالات، عندما تصطدم خليتان تحاولان التحرك في اتجاه مختلف لتجنب التصادمات المستقبلية. يُعرف هذا السلوك بتثبيط حركة الاتصال. عندما تتلامس هاتان الخَلْيتان، فإن عملية اتصالهما تصبح مشلولة. ويتم تحقيق ذلك من خلال آلية متعددة الخطوات ومتعددة الأوجه تشتمل على تكوين مركب التصاق للخلايا الخلوية عند الاصطدام. ويعتقد أن تفكيك هذا المجمع يعتمد إلى حد كبير إلى الجهد الذي يصيب الخلايا ويؤدي في النهاية إلى تغيير اتجاه الخلايا المتصادمة.
أولا، تصطدم الخلايا المتحركة وتتلامس من خلال الصفائح الخاصة بها، والتي تبدأ بتدفق كبير للأكتين بشكل عكسي. يتشكل الالتصاق الخلوي بين الصفائح، مما يقلل من معدل التدفق العكسي للأكتين في المنطقة المحيطة مباشرة بالالتصاق. وبالتالي، يتم تقليل سرعة وحركة الخلايا. ثم يسمح هذا للألياف أكتين الإجهاد والأنابيب الدقيقة لتشكُل والتكيُف مع بعضها البعض في الشركاء المتصادمين. تترابط محاذاة ألياف الإجهاد هذه، مع الجهد المرن في الصفائح. في نهاية المطاف، يصبح تراكم الجهد عظيماً جداً، ويتفكك مجمع التصاق الخلايا، وينهار انتفاخ الصفائح، ويطلق الخلايا في اتجاهات مختلفة في محاولة للتخفيف من الجهد المرن. وهناك حدث بديل محتمل يؤدي أيضًا إلى تفكك التجميع هو أنه عند محاذاة الألياف الإجهاد، تزيل الحواف الأمامية للخلايا بعيدًا عن الصفائح المتجاورة. ينتج عن هذا جهداً مرنًا كبيرًا عبر أجسام الخلايا بأكملها، ليس فقط في موقع الاتصال المحلي، وبالمثل يتسبب في تفكك مجمع التصاق. يُعتقد أن الجهد المرن هو القوة الدافعة الأساسية لانهيار الانتفاخ، والتفكيك المركب، وتشتيت الخلايا. على الرغم من تميز هذا الجهد الافتراضي وتصوره،  كيف يبني الجهد في الصفائح وكيف أن إعادة استنساخ الخلايا يساهم في تراكم الجهد لتبقى مفتوحة للتحقيق.
علاوة على ذلك، ونظراً لان النسخ المتكرر يزيد من عدد الخلايا، فينخفض عدد الاتجاهات التي يمكن لهذه الخلايا التحرك دون لمس الآخر. ستحاول الخلايا أيضًا الابتعاد عن الخلايا الأخرى لأنها تلتصق بشكل أفضل بالمنطقة المحيطة بهم، وهي تركيبة تسمى الطبقة التحتية، مقارنةً بالخلايا الأخرى. عندما تصطدم الخاليتان بأنواع مختلفة من الخلايا، قد يستجيب واحد أو كلاهما للتصادم.
بعض خطوط الخلايا الدائمة، على الرغم من قدرتها على التكاثر إلى أجل غير مسمى، لا تزال تعاني من تثبيط التلامس، وإن كان بشكل عام إلى حد أقل من خطوط الخلايا الطبيعية.